# ميخائيل وهبة
ميخائيل وهبة (1942-12 يوليو 2022)، دبلوماسي سوري وممثل سورية السابق لدى الأمم المتحدة.

## حياته
ولد في دمشق. تخرج من الجامعة اللبنانية حصل على بكالوريوس في العلوم السياسية والإدارة العامة. وحصل أيضًا على درجة الدكتوراه في القانون الدولي من جامعة صوفيا،. كان يجيد التحدث بأربع لغات بطلاقة، العربية والإنجليزية والفرنسية والبلغارية.
توفي في 12 يوليو 2022، عن عمر ناهز 79 سنة في مستشفى القديس جوزيف في مدينة ليكسينغتون في الولايات المتحدة الأمريكية. 

## المسيرة المهنية
عمل في العديد من المناصب الدبلوماسية خلال مسيرته ومنها:
- السكرتير الأول، جنيف، سويسرا،، لندن، المملكة المتحدة،

- الممثل الدائم لسوريا لدى الأمم المتحدة ( 1996-2003)،

- سفير سوريا لدى الأمم المتحدة في جنيف

- رئيس دائرة المكاتب الخاصة وعضو المجلس الاستشاري للشؤون الإدارية والتنظيمية بوزارة الخارجية السورية (1988).

- مستشار للسفارة السورية في صوفيا، بلغاريا (1982- 1988)

- رئيس ديوان وزير الدولة للشؤون الخارجية (1979-1982).

خلال فترة عمله في الأمم المتحدة، شغل مرتين منصب رئيس مجلس الأمن عندما كانت سوريا تحتل مقعدًا في المجلس، في يونيو 2002 وأغسطس 2003. وشغل منصب المراقب الدائم لجامعة الدول العربية. الأمم المتحدة في فيينا، النمسا.